# Pružina
Pružina és un poble i municipi d'Eslovàquia que es troba a la regió de Trenčín.

## Història
La primera menció escrita de la vila es remunta al 1272.

## Demografia
| Godina             | 1994 | 2004   | 2014   | 2024   |
| ------------------ | ---- | ------ | ------ | ------ |
| Nombre de persones | 1948 | 1917   | 2025   | 2113   |
| Diferència         |      | −1,59% | +5,63% | +4,34% |

| Godina             | 2023 | 2024   |
| ------------------ | ---- | ------ |
| Nombre de persones | 2093 | 2113   |
| Diferència         |      | +0,95% |